# Pier Eringa (1961)
Pier Eringa (Burgwerd, 19 juni 1961) is een Nederlands bestuurder die actief is (geweest) bij meerdere ziekenhuizen, de Nederlandse Spoorwegen, Transdev, de politie en ProRail. Hij was tot 2 oktober 2023 actief als voorzitter van de Raad van Commissarissen bij Ajax.

## Loopbaan
Eringa was na zijn opleiding aan de Nederlandse Politie Academie vanaf 1984 inspecteur van de gemeentepolitie Leeuwarden. In 1988 kwam hij in dienst bij de Nederlandse Spoorwegen als districtsmanager van de spoorwegpolitie. Daarna was hij onder meer commissaris van politie en plaatsvervangend korpschef en districtschef. Van 1999 tot 2002 werkte hij als regiodirecteur bij NS-Reizigers en als directeur Veiligheid. Tussen 2002 en 2010 was hij hoofdcommissaris en korpschef van de regiopolitie Flevoland en algemeen directeur/gemeentesecretaris bij de gemeente Nijmegen. In 2010 werd hij benoemd tot voorzitter van de raad van bestuur van het Albert Schweitzer Ziekenhuis in Dordrecht. Per 1 april 2015 volgde hij Marion Gout-van Sinderen op als president-directeur bij ProRail. Op termijn wordt Prorail omgevormd tot een zelfstandig bestuursorgaan. In maart 2019 kondigde Eringa aan niet beschikbaar te zijn als hoofd van dit nieuw te vormen orgaan.
Eringa werd tijdens het Europese spoorcongres in 2018 te Amersfoort voor twee jaar herkozen als president van de EIM. Dit jaar stond ook voor het eerst een gezamenlijke vergadering met de Europese Spoorvervoerders (CER) op de agenda. De organisaties maakten afspraken om het internationale treinverkeer verder te stimuleren.
Eringa verliet ProRail per 1 september 2019 en werd CEO van Transdev Nederland. Hij combineerde deze functie met een speciale taak bij het Centraal Bureau Rijvaardigheidsbewijzen, waar grote achterstanden in de verstrekking van rijvaardigheidsbewijzen moesten worden weggewerkt. Hij leverde een adviesrapport op dat naar de Tweede Kamer is gezonden. Op 3 maart 2021 maakte Eringa bekend bij Transdev op te stappen.
Eringa is sinds 1 juli 2021 voorzitter van de Stichting Open Nederland, de organisatie die zogeheten coronatoegangstesten verzorgde. Hij volgde voormalig Commandant der Strijdkrachten Tom Middendorp op, onder wiens leiding de infrastructuur voor de toegangstesten werd opgebouwd.
Van 1 oktober 2021 tot 31 december 2022 was hij lid van de Raad van Bestuur van de Reinier Hagagroep, tevens directievoorzitter van het Langelandziekenhuis in Zoetermeer. Vanaf 15 januari 2023 is hij voorzitter van de Raad van Bestuur van Gelre ziekenhuizen in Apeldoorn en Zutphen.

## Nevenfuncties
Eringa was voorzitter van de raad van toezicht van Aveleijn, zorginstelling voor cliënten met een verstandelijke beperking, Hij was vicevoorzitter van de commissie van toezicht beheer nationale politie. Daarnaast is Eringa voorzitter van de raad van toezicht van de sectie amateurvoetbal van de Koninklijke Nederlandse Voetbalbond, Als columnist was hij enige tijd actief voor De Stem van Dordt, de Dordtse versie van Dé Weekkrant van Wegener.
Op 27 september 2023, na een slechte seizoenstart, is Eringa opgestapt als voorzitter van de raad van commissarissen van AFC Ajax.
Eringa is lid van de Raad van Toezicht van het OLVG-ziekenhuis in Amsterdam, voorzitter van de Raad van Commissarissen van schouwburg Orpheus in Apeldoorn en voorzitter van NG Infra.